# Egyszerű gép
Egyszerű gépnek vagy erőátviteli eszközöknek nevezzük azokat a berendezéseket, melyek alkalmasak egy erő nagyságát és/vagy az irányát megváltoztatni, átalakítani kényszermozgások révén. Az egyszerű gépek fő jellemzője az áttétel (vagy módosítás), amely a teher súlya és az azt egyensúlyban tartani képes erő viszonyát fejezi ki. Az egyszerű gépek alkalmasak arra, hogy egy adott terhet lényegesen kisebb erővel mozgassunk meg, de nagyobb út megtételével.

## Alapfogalmak
- F: a kiegyensúlyozó vagy mozgató erő
- G: a súlyerő (a kiegyensúlyozni vagy mozgatni kívánt teher súlya)
- m: az áttétel vagy módosítás
- rF: az erőkar, az F erő hatásvonalának a forgástengelytől mért távolsága
- rG: a teherkar, a G erő hatásvonalának a forgástengelytől mért távolsága

{\displaystyle m={G \over F}}

## Emelő
Emelőnek nevezzük azokat az eszközöket, ahol a teher egy olyan merev rúdra van erősítve, ami egy pontján elforgathatóan rögzítve van. Ilyenkor a forgástengelytől minél távolabb mozgatjuk a rudat, annál kisebb erő kifejtése szükséges. Ha a teher és a mozgatási pont a tengely egyazon oldalán van, akkor egykarú emelőről beszélünk (pl. talicska). Ha a tengely a teher és a mozgatópont között van, akkor kétkarú emelővel van dolgunk (pl. feszítővas) – ilyenkor a teher a mozgatással ellentétes irányba indul meg.
Az egyensúlyi feltétel szerint:
{\displaystyle G\cdot r_{G}=F\cdot r_{F}}
ezért a teherre
{\displaystyle F=G\cdot {r_{G} \over r_{F}}}
Alkalmazása: mérleg, sajtológép, talicska, sörnyitó, feszítővas stb.

## Lejtő
Lejtőnek nevezzük a vízszintessel egy megadott szöget bezáró síkot. Ez az eszköz alkalmas egy adott test ferde csúsztatására, aránylag kicsi súrlódás mellett. Mivel a lejtőre helyezett test súlyereje (G) és az azt egyensúlyban tartó F erő is felbontható a lejtő irányába eső és egy arra merőleges erőre, ezáltal lehetséges a teher súlyára merőleges, annál akár jóval kisebb erővel is emelést végezni.
{\displaystyle F=G\cdot \sin \alpha }, ahol {\displaystyle \alpha } a vízszintes és a lejtő síkja által bezárt szög.
Alkalmazása: pl. teherautó rakfelületéhez támasztott lejtőn teher csúsztatása vagy gördítése felfelé.

## Ék
Az ék segítségével – amely tulajdonképpen egy lejtő – tudunk különböző anyagokat szétválasztani, emelni vagy kitámasztani.
{\displaystyle F=F_{ny}{2h \over l}}, ahol Fny a távolító erő, a h az ék szélessége és l az ék hossza.
Alkalmazása: fejsze, kés, véső stb.

## Csavar
Csavarnak nevezzük azt az eszközt, amely henger (orsó) palástján elhelyezkedő – egyazon menetemelkedéssel futó – ferde barázdák, annak mintázatához illeszkedő lyukba (csavartokba vagy orsóba) helyezve, elforgatással a henger hossztengelyével párhuzamos elmozdulás keletkezik. Ekkor a csavar kis erővel történő forgatásával is nagy erőt tudunk kifejteni az orsó elmozdulásának irányában. A csavarokat bontható kötések készítésére használják, annak végállásban jelentkező szorulását kihasználva.
{\displaystyle F=G{h \over 2r\pi }}, ahol h a menet egy körülfordítás alatti hosszirányú emelkedése, r a csavarorsó sugara.
Alkalmazása:
- nagy nyomás kifejtésére: prések, oldható kötések, csavarok
- kis elmozdulások előidézésére: távcsövek, mikroszkópok beállítócsavarjai, nagy pontosságú mérőműszerek, mikrométerek,...

## Csiga
A csiga egy tengely körül forgó tárcsa, melynek kerületén hornyot képeznek ki kötél vagy kábel számára. Általában több csigát használnak egyszerre, melyekkel jelentős áttételt (módosítást) lehet elérni.
Fajtái: álló-, és mozgócsigák.
Az állócsiga az erő irányának megváltoztatására szolgál,
{\displaystyle F\cdot r=G\cdot r}
{\displaystyle F=G}
míg mozgócsiga alkalmazásával az erő nagyságát csökkenthetjük (felezi a kifejtendő erőt).
{\displaystyle F\cdot 2\cdot r=G\cdot r},
{\displaystyle F={G \over 2}}
A két fajta csiga összeépítésével létrehozott szerkezeteket (differenciál) csigasornak nevezzük.
n darab álló- és n darab mozgócsigából álló csigasornál {\displaystyle F={G \over 2\cdot n}}
A csak mozgócsigák összefűzésével kialakított csigasort, ahol minden csiga felezi a terhet, hatvány, vagy archimedesi csigasornak nevezzük és {\displaystyle F={G \over {2^{n}}}}
A csigasorokat nagyon nagy terhek emelésére használják.
Alkalmazása: villamosvasúti felsővezetékek kifeszítése, gyárakban nagy tömegű gépeinek, munkadarabjainak emelése, mozgatása, építési és hajódaruk.

## Hengerkerék
A hengerkerék egy közös tengelyre szerelt r sugarú hengerből és egy R sugarú kerékből áll.
Az egyensúly feltétele:
{\displaystyle F\cdot R=G\cdot r}
ebből
{\displaystyle {G \over F}={R \over r}}
Alkalmazása: kerekes kút, hajóhorgony emelése, óra fogaskerekes szerkezete, ...